# 保和殿
39°55′06″N 116°23′49″E / 39.918366°N 116.396976°E
保和殿，是北京故宫外朝的三大殿之一，位于中和殿以北，是故宮少數至今仍保留明代原形的建築之一。

## 历史

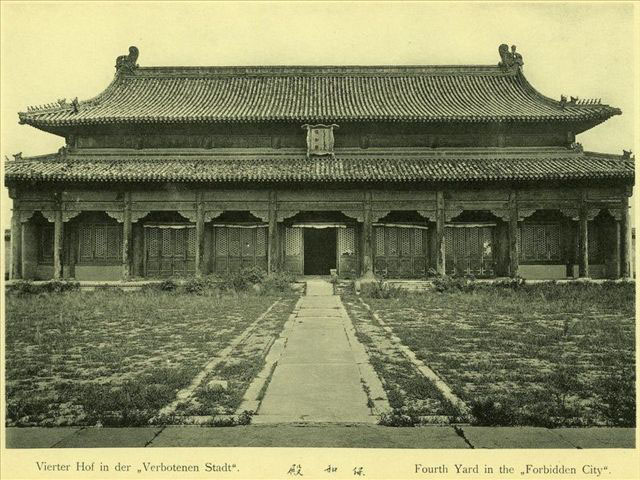
1900年的保和殿

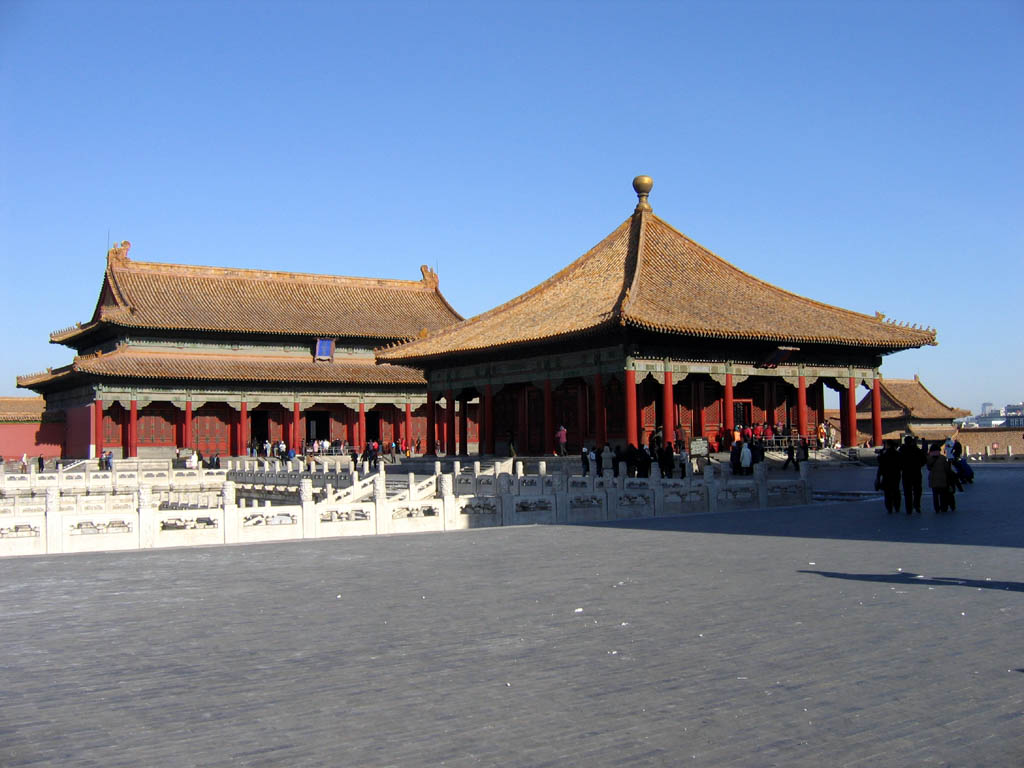
保和殿（左）和中和殿（右）

保和殿于明朝永乐十八年（1420年）建成，初名“谨身殿”。明朝嘉靖年间遭火灾，重修后在嘉靖四十一年（1562年）改称“建极殿”。清朝顺治二年（1645年）始改名“保和殿”。“保和” 出自《易经》，意為“志不外驰，恬神守志”，也就是神志得专一，以保持宇宙间万物和谐。
保和殿在明朝、清朝的用途不同。明朝，举行大典前，皇帝经常在此更衣。清朝，每年除夕、正月十五，皇帝在此赐外藩、王公及一二品大臣宴，赐额驸之父、有官职家属宴。清朝每岁终，宗人府、吏部在保和殿填写宗室、满洲、蒙古、汉军及各省汉职外藩世职黄册。
清朝初年，后三宫修复前，顺治帝、康熙帝曾在此居住。顺治三年（1646年）至顺治十三年（1656年），顺治帝居住保和殿，时称“位育宫”，顺治帝大婚也在此举行。康熙帝自即位至康熙八年（1669年）居住保和殿，时称“清宁宫”。这两位皇帝居住保和殿时，均以暂居而改称殿名。
乾隆五十四年（1789年）起，保和殿成为每科殿试的固定场所。在禮部舉行的會試中獲錄取的人（稱為貢士，其中第一名為會元）方有資格參加殿試。題目由皇帝擬定，並指定大臣閱卷。
辛亥革命後，清遜帝溥仪仍居後宮。袁世凱意圖称帝时，以三大殿為宮殿，對內外裝潢有所改動。其中寫有殿名的匾額上面的滿文被鑿去，漢文移至中間。

## 建筑

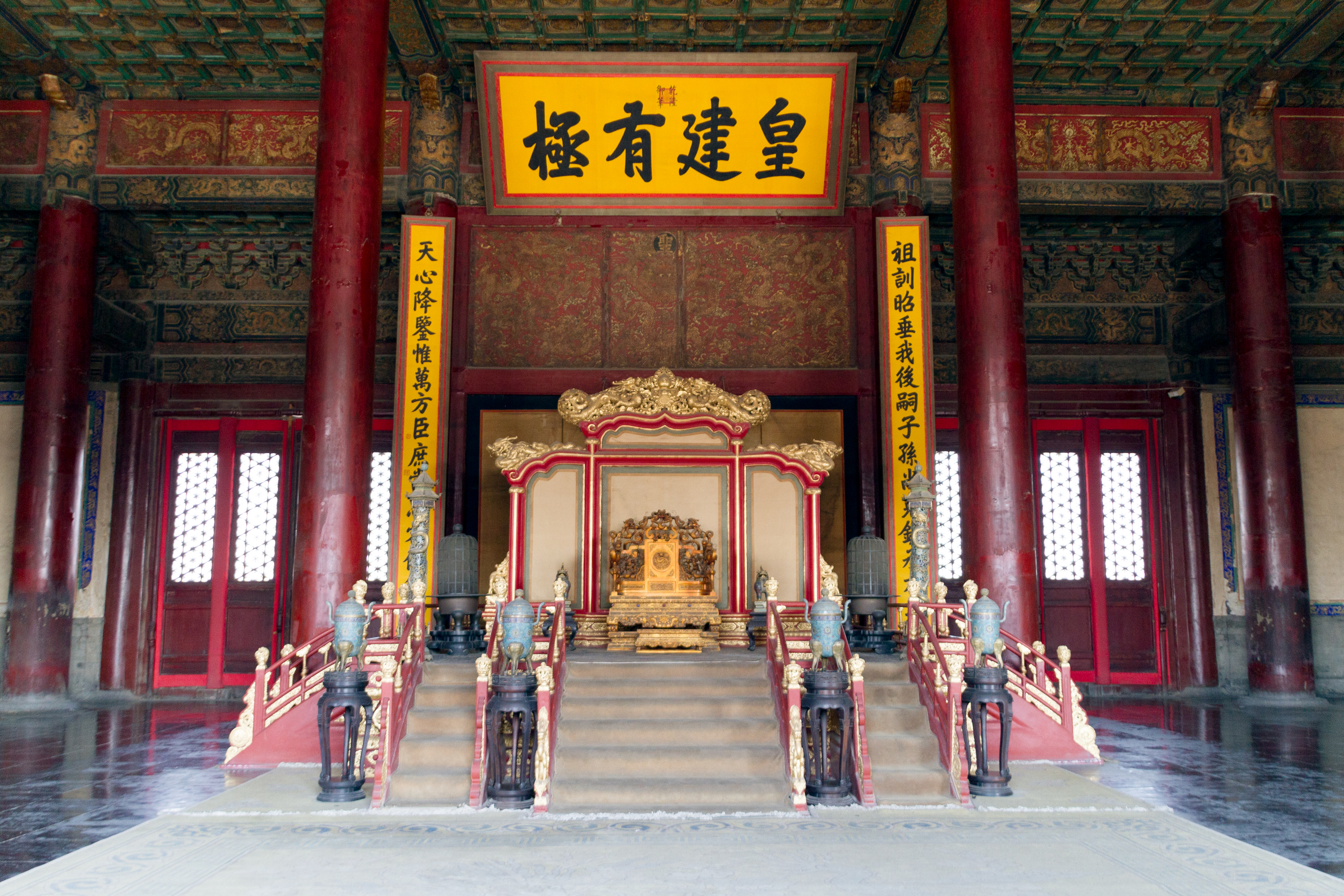
保和殿内景

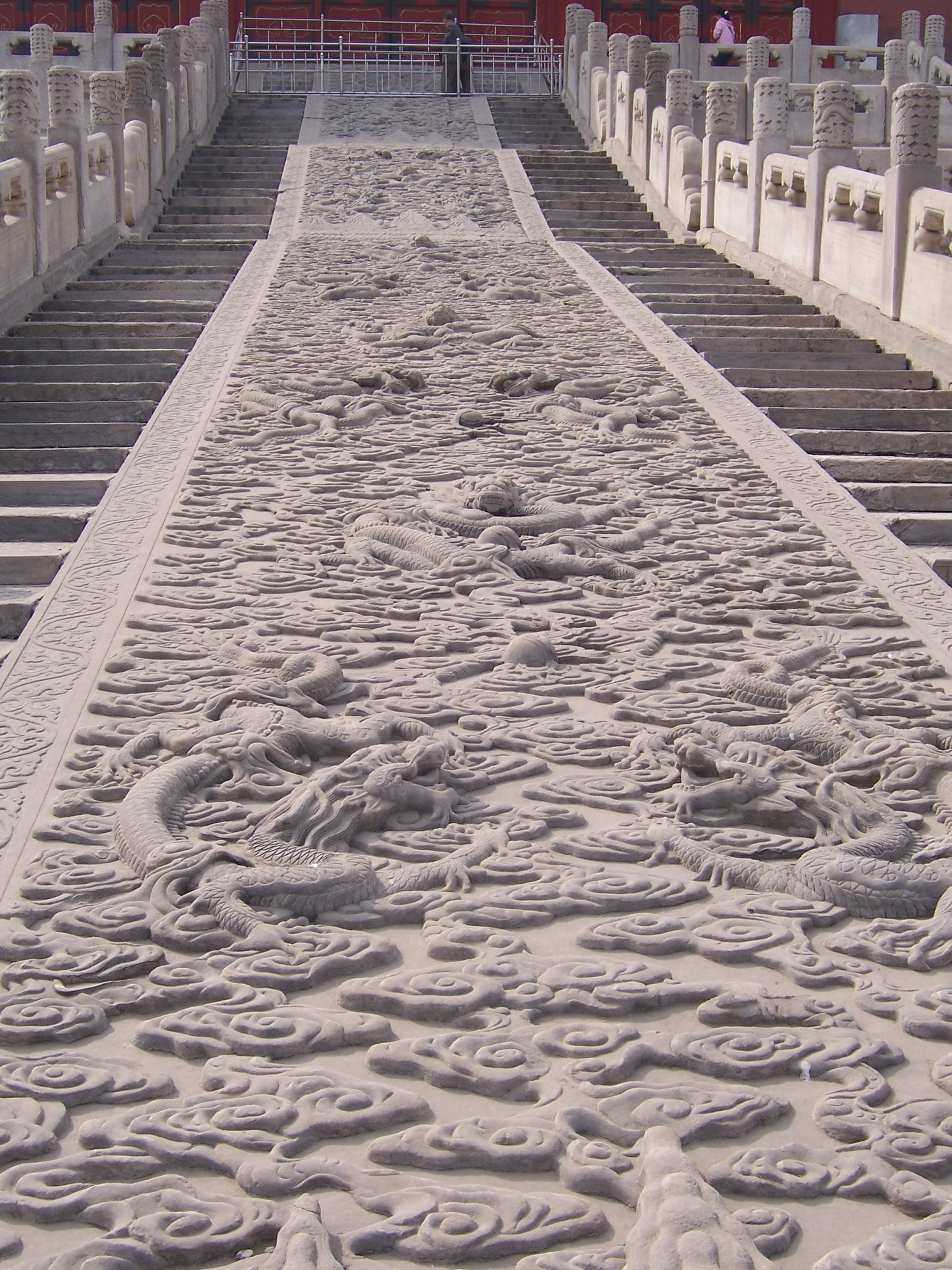
保和殿后的御路石

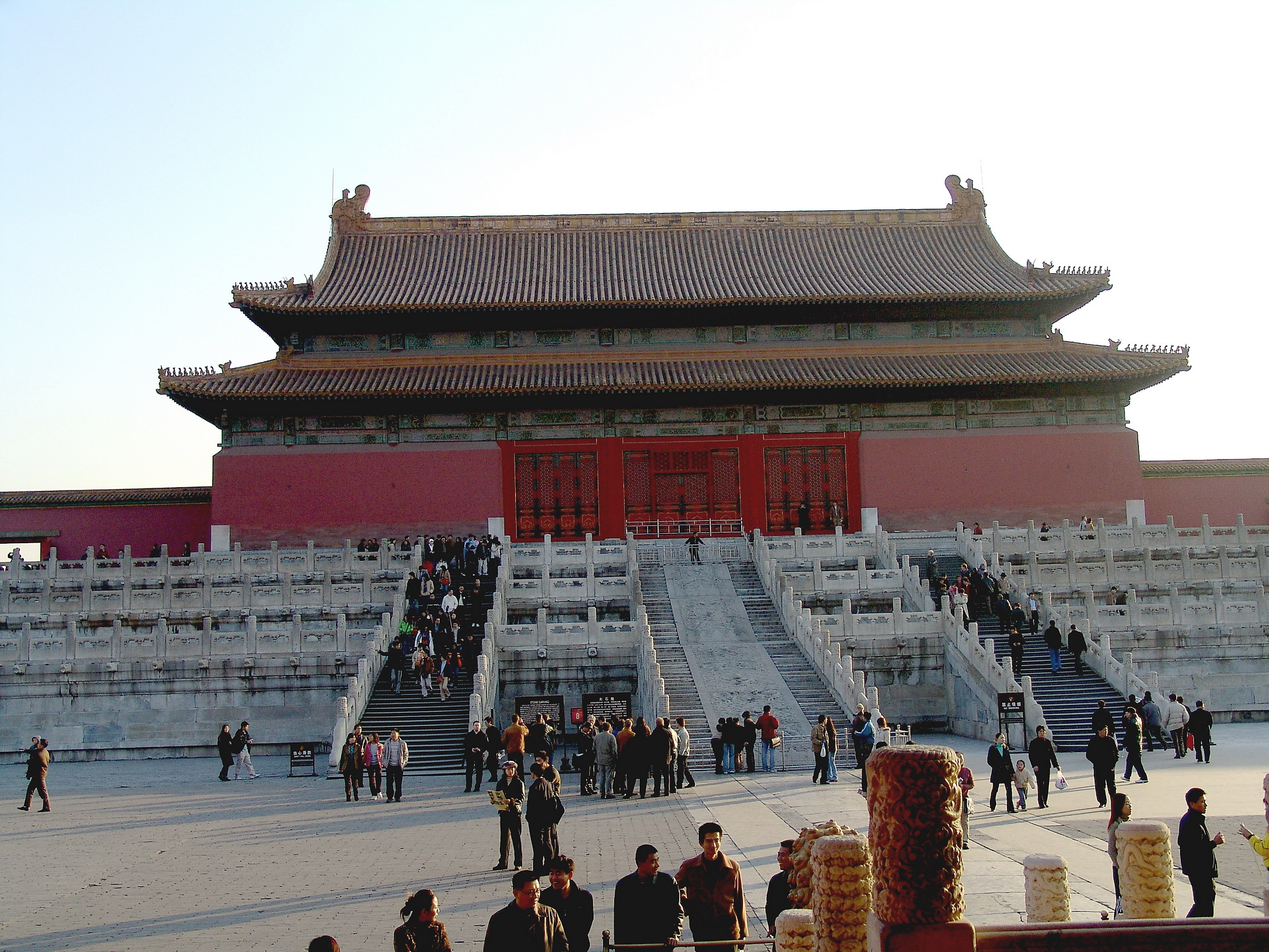
保和殿后面

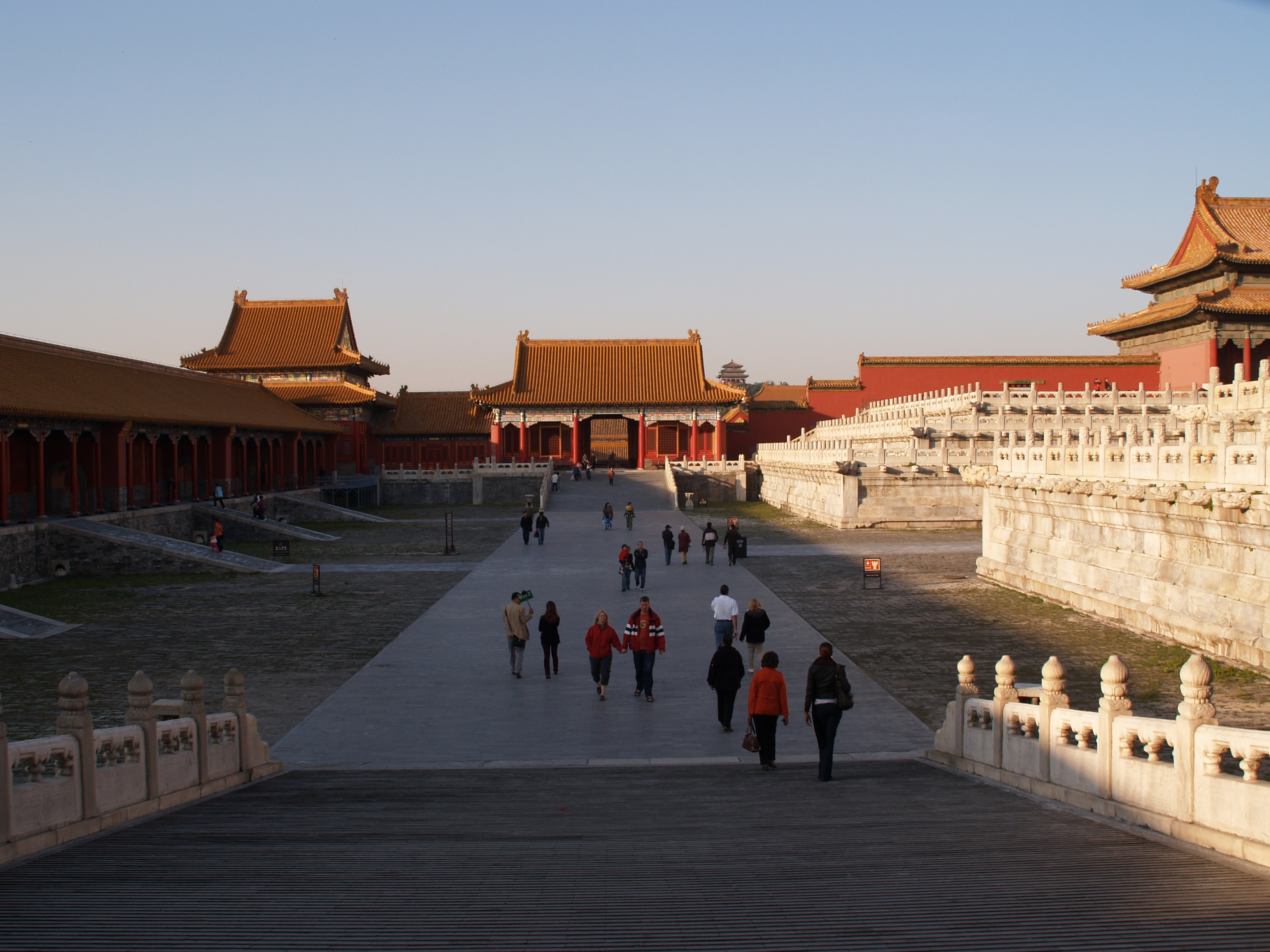
从中右门眺望后右门

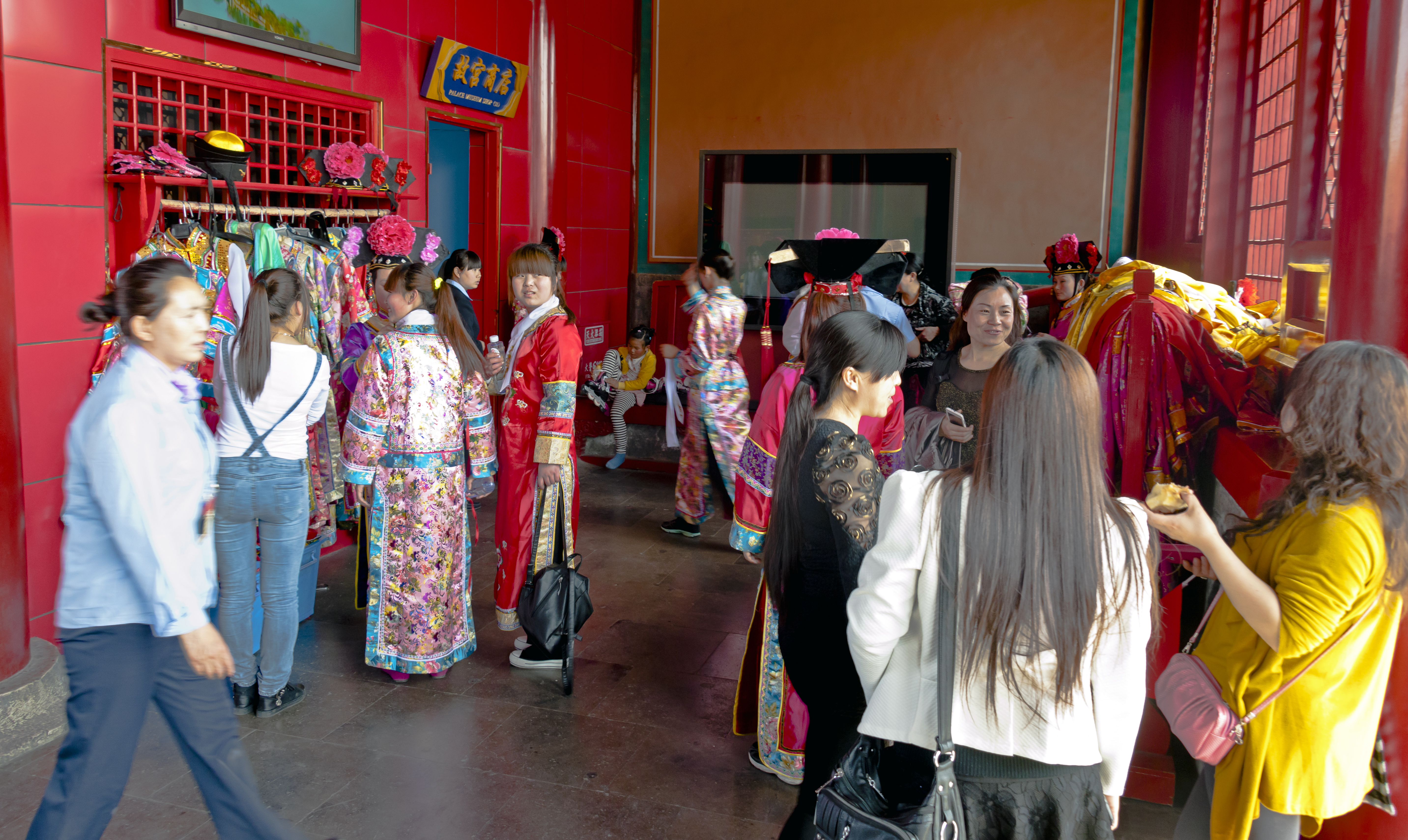
2014年的后左门内，设有租借清朝宫廷服装的服务点，游客可在此租服装后在附近自行拍照留念

保和殿现存主体梁架仍为明代建筑。建筑结构采用“减柱造”特殊法式，减去了殿内前檐六根金柱，开阔了空间。保和殿面阔九间，进深五间，高29.50米，建筑面积1240平方米。重檐歇山顶，上覆黄色琉璃瓦，上下檐角安放9个小兽。上檐为单翘重昂七踩斗栱，下檐为重昂五踩斗栱。内外檐都采用了金龙和玺彩画，天花为沥粉贴金正面龙。六架天花梁彩画和殿内的偏重丹红色装修及陈设十分协调。
殿内金砖铺地，坐北向南设雕镂金漆宝座。东西两梢间为暖阁，安板门两扇，上加木质浮雕如意云龙浑金毗庐帽。殿内宝座居中，宝座上方悬挂有乾隆帝御题“皇建有极”匾额，意即任君建立天下最高准则。两侧柱子上悬挂乾隆帝御题对联：“祖训昭垂我后嗣子孙尚克钦承有永，天心降鉴惟万方臣庶当思容保无疆。”
保和殿后阶陛中间有一块雕刻着云、龙、海水和山崖的御路石，人们称之为云龙石雕（流雲立龍）。石料产自京西房山大石窝，在建造时需要一萬個以上的工人花费将近一个月的时间拖到工地。
太和、中和与保和三大殿所在的台基上，设置有龙头形状的离首。下雨时，排水头一起喷水，形成“千龙吐水”的景观。
保和殿东、西两侧有墙，墙上各开一随墙门。三大殿台基以下，东、西两侧另外各有一门：
- 后右门：位于保和殿西侧。面阔五间，单檐歇山顶，上覆黄色琉璃瓦。
- 后左门：位于保和殿东侧。面阔五间，单檐歇山顶，上覆黄色琉璃瓦。

保和殿前的东、西两侧有庑房（称保和殿东庑、保和殿西庑），分别从后右门、后左门一直向南延伸到太和殿东西两侧的中右门、中左门。
2004年，保和殿西庑的故宫博物院绘画馆因古建筑修缮而关闭。2005年，保和殿西庑及西北崇楼开始举办常设展览“天府永藏”展，介绍不同来源的故宫文物。2008年8月8日，保和殿西庑及西北崇楼展室施工完毕，恢复举办“天府永藏”展。后闭展。
2004年，故宫博物院钟表馆从保和殿东庑迁回了修葺一新的奉先殿。2008年8月8日，保和殿东庑开始举办“宫阙述往”展，全面展示紫禁城历史。后闭展。

## 保和殿大学士
清朝顺治至乾隆年间，曾设置以保和殿命名的保和殿大学士一职。此职位为所谓的“三殿三阁大学士”之一，鄂爾泰、張廷玉等都曾获此官衔。至乾隆任命傅恒后未有任命。